# مايك أومالي
مايك أومالي (بالإنجليزية: Mike O'Malley)‏ (و. 1966 – م) هو ممثل، ومنتج أفلام، وكاتب مسرحي، ومدون، وكاتِب، وممثل أفلام، وممثل تلفزيوني، من الولايات المتحدة الأمريكية، ولد في بوسطن.

## التعليم
تعلم في جامعة نيو هامبشاير.

## وصلات خارجية
- مايك أومالي على موقع IMDb (الإنجليزية)
- مايك أومالي على موقع روتن توميتوز (الإنجليزية)
- مايك أومالي على موقع قاعدة بيانات الأفلام العربية
- مايك أومالي على موقع ألو سيني (الفرنسية)
- مايك أومالي على موقع تيرنر كلاسيك موفيز (الإنجليزية)
- مايك أومالي على موقع أول موفي (الإنجليزية)
- مايك أومالي على موقع قاعدة بيانات برودواي على الإنترنت (الإنجليزية)
- مايك أومالي على موقع قاعدة بيانات الأفلام السويدية (السويدية)
- مايك أومالي على موقع إن إن دي بي (الإنجليزية)
- مايك أومالي على موقع قاعدة بيانات الفيلم (الإنجليزية)